# Fob James
Forrest Hood "Fob" James, Jr., född 15 september 1934 i Lanett, Alabama, är en amerikansk politiker. Han var guvernör i delstaten Alabama 1979-1983 och 1995-1999, första gången som demokrat, andra gången som republikan.
James ställde upp till omval i 1998 års guvernörsval. Han betonade starkt den kristna högerns hjärtefrågor, framför allt bönestunder i skolorna och de tio budorden i klassrummen. Jerry Falwell och James Dobson stödde honom, medan tidigare ordföranden för Christian Coalition Ralph Reed deltog i kampanjen som konsult åt James. I republikanernas primärval fick James en stark utmanare, Winton Blount III. När kampanjen hettade till, kallade James fru Bobbie motståndaren Blount a big, fat sissy. Ralph Reed sade att det var Guds plan att James skulle besegra Blount. Efter en slitande kampanj vann James och fick möta viceguvernören Don Siegelman i själva guvernörsvalet. Siegelman vann med en kampanj som betonade utbildningsfrågor. James hade varit tvungen att spendera en så stor del av sina kampanjpengar i primärvalet att demokraten Siegelman hade åtta gånger så mycket pengar som James till hands i valkampanjen hösten 1998.